# GJ 4248
GJ 4248 is een rode dwerg in het sterrenbeeld Kraanvogel met een spectraalklasse van M3.5V. De ster met schijnbare magnitude 11,8 bevindt zich 25,01 lichtjaar van de zon.